# Fanellis
Fanellis (Fanelli) – polski herb szlachecki z nobilitacji.

## Opis herbu
Tarcza dzielona w pas, pole górne w słup, gdzie w polu prawym, czerwonym orzeł srebrny o orężu i koronie złotej.
W polu lewym, srebrnym, wąż zielony, zwinięty w ósemkę, pożerający dziecię barwy cielistej.
W polu dolnym, wypełnionym futrem gronostajowym, gwiazda złota nad którą dwie rzeki błękitne jedna nad drugą.

## Najwcześniejsze wzmianki
Nadany 20 maja 1545 Zygmuntowi de Fanellis – kuchmistrzowi królewskiemu, oraz Piotrowi de Fanellis z Bari. Herb powstał przez udostojnienie herbu rodowego herbem Polski i królowej Bony.

## Herbowni
Fanellis – Fanelli, Fanuel.